# 크로아티아의 유로 주화

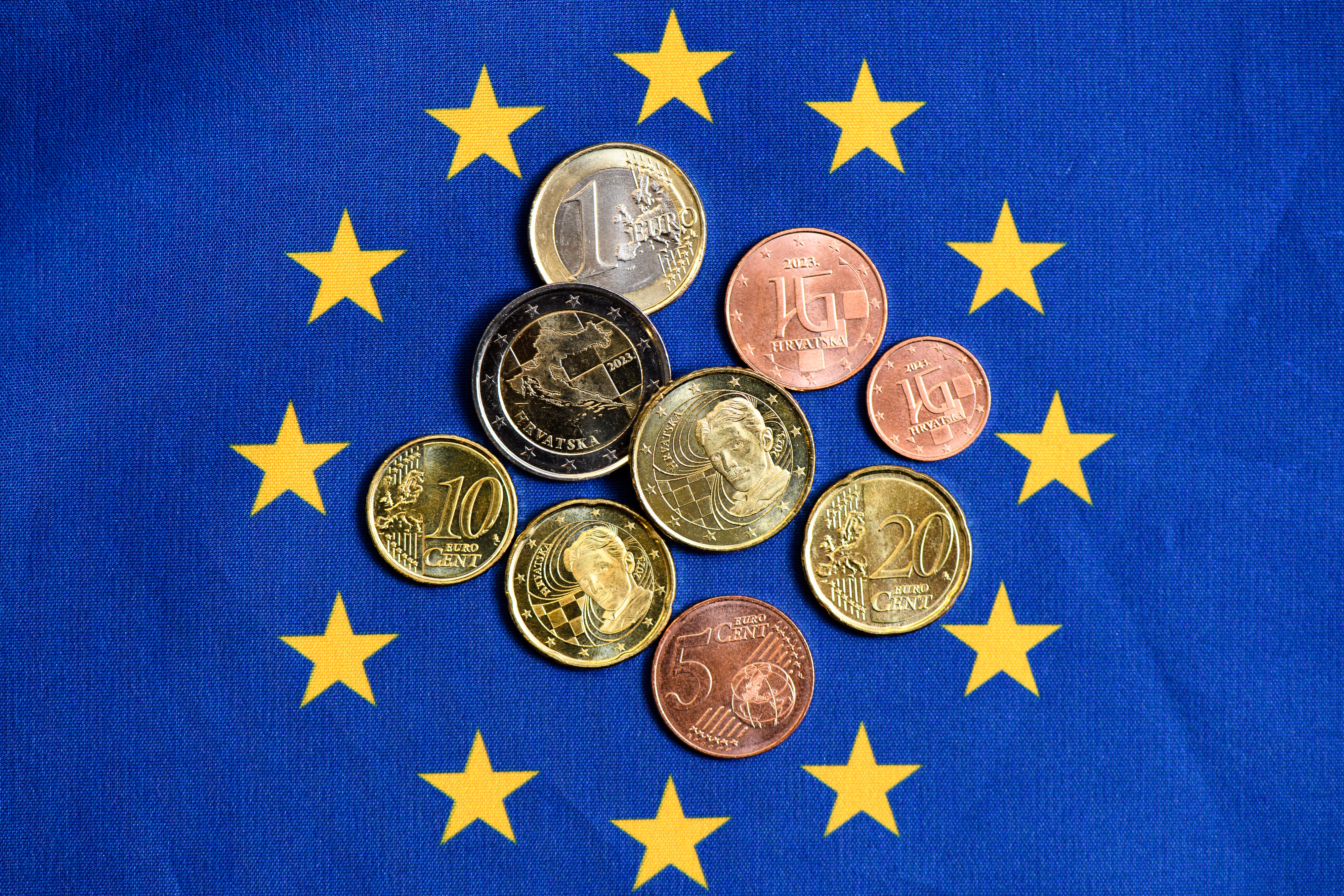
크로아티아의 유로 주화

이 문서는 크로아티아의 유로 주화에 대해 설명한다. 크로아티아는 2023년 1월 1일을 기해 자국 통화를 쿠나에서 유로로 대체했다. 주화에는 유럽 연합의 상징인 12개의 별, 크로아티아 바둑판 무늬가 그려져 있으며 발행 연도와 "크로아티아"(크로아티아어: Hrvatska)가 쓰여져 있다.

## 연혁
안드레이 플렌코비치 크로아티아 총리는 2021년 7월 21일에 크로아티아의 유로 주화 디자인 앞면 소재가 크로아티아 바둑판 무늬, 크로아티아 지도, 담비, 니콜라 테슬라, 글라골 문자가 될 것이라고 밝혔다. 담비는 크로아티아의 옛 통화인 쿠나(Kuna)의 어원이 된 동물이기도 하다. 또한 니콜라 테슬라는 당시 오스트리아 제국의 지배를 받고 있던 현재의 크로아티아 스밀랸에서 태어난 과학자이기도 하다.
크로아티아 정부는 2022년 2월 4일에 크로아티아 국립은행 위원회의 공개 공모전에서 선정된 미래의 크로아티아 유로 주화에 사용될 앞면 디자인을 공개했다. 2유로 동전은 이반 시바크(Ivan Šivak)가 디자인한 크로아티아 지도가 채택되었다. 2유로 동전 테두리에는 크로아티아의 시인인 이반 군둘리치(Ivan Gundulić)가 1628년에 쓴 목회 희곡인 《두브라브카》(Dubravka)에 등장하는 가사가 새겨져 있다.
10센트, 20센트, 50센트는 이반 도마고이 라치치(Ivan Domagoj Račić)가 디자인한 니콜라 테슬라의 초상화가 채택되었다. 1센트, 2센트, 5센트는 마야 슈크리펠(Maja Škripelj)이 디자인한 글라골 문자로 쓴 Ⱈ(H), Ⱃ(R)이 하나로 묶인 디자인이 채택되었다. HR은 크로아티아를 뜻하는 이니셜이기도 하다. 유로 주화의 디자인이 채택된 디자이너들은 각각 70,000쿠나(약 9,300유로)를 상금으로 받았다.
1유로 동전은 원래 나뭇가지에 서 있는 담비를 소재로 한 스체판 프란코비치(Stjepan Pranjković)의 디자인이 채택되었다. 하지만 스코틀랜드의 사진가인 이언 리치(Iain Leach)가 촬영한 담비 이미지를 주인의 허락 없이 사용했다는 의혹이 제기되자 크로아티아 국립은행은 2022년 2월 7일에 프란코비치의 디자인을 취소했다. 이에 따라 크로아티아 국립은행은 2월 8일에 담비를 소재로 한 1유로 주화 디자인 공모전이 새로 열릴 것이라고 밝혔다.
2022년 5월 4일에는 유로 도입을 위한 크로아티아 국가위원회가 15차 회의를 통해 새로운 1유로 디자인을 대중에게 공개했다. 새로운 1유로 주화 디자인은 바둑판 배경에 양식화된 담비를 묘사하고 있는데 야고르 슌데(Jagor Šunde), 다비드 체멜리치(David Čemeljić), 프란 제칸(Fran Zekan)이 디자인을 맡았다. 크로아티아의 유로 주화 디자인은 2022년 4월 20일에 유럽 연합 이사회의 승인을 받았다.
크로아티아 조폐국은 2022년 7월 18일에 크로아티아의 공식적인 유로 주화 생산을 시작했다. 2022년 9월 1일에는 크로아티아의 모든 은행에서 유로 지폐가 배포되기 시작했다. 2022년 10월 1일에는 크로아티아의 모든 은행에서 새로 주조된 크로아티아의 유로 주화가 배포되기 시작했다. 2022년 10월 20일에는 유럽 중앙 은행(ECB) 집행이사회가 2023년 1월 1일에 있을 크로아티아의 유로화 도입에 따른 유럽 중앙 은행의 최소 준비금 적용에 관한 결정을 채택했다.
2022년 10월 8일에는 오시예크에서 4일 동안에 걸친 유로의 날 행사가 거행되었다. 뒤를 이어 리예카, 스플리트, 자그레브에서도 크로아티아의 유로존 합류를 홍보하는 행사가 3일 동안 열렸다. 2022년 10월 19일부터 12월 17일까지 크로아티아의 27개 도시에서 "바퀴 달린 유로"(Euro on wheels)라는 크로아티아의 유로 전환 홍보 캠페인이 진행되었는데 부코바르에서 첫 행사가 거행되었다. 크로아티아의 유로 전환 홍보 캠페인에는 2,400만 쿠나(320만 유로)가 투입된 것으로 추정된다.
2022년 10월 기준으로 크로아티아 특유의 디자인이 그려진 4억 2,000만 유로 주화가 배포된 것으로 확인되었다. 크로아티아 재무부는 쿠나를 유로로 전환하는 데에 약 20억 쿠나가 소요될 것으로 예상했다.
크로아티아는 2020년 7월 10일을 기해 ERM II에 합류했는데 쿠나와의 교환 비율은 1유로 = 7.53450쿠나이다. 크로아티아는 2023년 1월 1일을 기해 유로를 도입했다. 2023년 1월 14일까지는 쿠나와 함께 통용되었다. 2022년 9월 5일부터 2023년 12월 31일까지 크로아티아의 모든 상점에서는 부당한 물가 상승을 억제하기 위하여 쿠나와 유로 이중 가격이 표기되었다. 쿠나 주화는 2024년 1월 1일부터 2025년 12월 31일까지 크로아티아 국립은행에서 교환할 수 있었다. 쿠나 지폐는 2024년 1월 1일부터 크로아티아 국립은행에서 기간 제한 없이 유로로 교환할 수 있다.

## 크로아티아의 유로 주화 디자인
| € 0.01                    | € 0.02          | € 0.05 |
| ------------------------- | --------------- | --- |
|                           |                 | |
| 글라골 문자로 쓴 "HR"(ⰘⰓ) |                 | |
| € 0.10                    | € 0.20          | € 0.50 |
|                           |                 | |
| 니콜라 테슬라의 초상화    |                 | |
| € 1.00                    | € 2.00          | € 2 주화 모서리 |
|                           |                 | "O LIJEPA O DRAGA O SLATKA SLOBODO" ("오 아름답도다, 오 귀중하도다, 오 달콤한 자유여" - 이반 군둘리치의 희곡 《두브라브카》에 등장하는 〈자유를 향한 찬가〉 가사) |
| 담비                      | 크로아티아 지도 | |

## 논란
세르비아 국립은행에서는 니콜라 테슬라가 현재의 크로아티아에서 태어난 세르비아인이었기 때문에 테슬라가 크로아티아의 유로 주화 디자인 소재가 되는 것에 반대 입장을 표명했다. 이에 대해 안드레이 플렌코비치 크로아티아 총리는 "자신이 세르비아 국립은행 총재였다면 잘했다고 말했을 것"이라고 해명했다. 또한 조란 밀라노비치 크로아티아 대통령은 "세르비아가 유로존에 가입할 때 그들이 테슬라를 유로화의 모티브로 추천하도록 권한다. 그러면 모두가 행복할 것이다."라고 해결책을 제안했다. 세르비아계 크로아티아인인 보리스 밀로셰비치 크로아티아 부총리도 "테슬라는 우리(세르비아인과 크로아티아인)와 전 세계를 하나로 묶는 상징"으로 규정하고 크로아티아 정부의 이러한 움직임을 높이 평가했다.